# Marcelo Larrondo
Marcelo Alejandro Paez Larrondo, conhecido como Marcelo Larrondo (Tunuyán, 16 de agosto de 1988) é um futebolista argentino naturalizado chileno.
É atacante, tem 1,91 m e 79 kg. Começou sua carreira no River Plate da Argentina na temporada 2007/08. Atuou na última temporada pelo Rosário Central. Em julho de 2016 transferiu-se para o River Plate novamente.
Atualmente joga no Unión La Calera do Chile.